# Ozogány Ernő
Ozogány Ernő (Budapest, 1951. május 14. – Pozsony, 2017. augusztus 2.) hangmérnök, tudományos szakíró, tudomány- és technikatörténész.

## Élete
1955-ben települt át szüleivel Budapestről Csehszlovákiába, Tejfalura. Somorján érettségizett, majd 1975-ben Prágában szerzett hang- és képmérnöki diplomát.
Több szakmai társaság tagja, tisztségviselője. 1991–92-ben a Szlovák Közszolgálati Televízió felügyelőtanácsának, 1994–95-ben az Országos Rádió és Televízió Testületnek tagja volt.
Tankönyveket és rádiójátékokat fordított.

## Művei
- 1994 A magyar tudomány évszázadai (tsz. Kiss László és Lacza Tihamér)
- 1996 A magyar tudomány évszázadai II. (tsz. Kiss László és Lacza Tihamér)
- 1999 A tudás fájáról
- 2001 A tudás almája
- 2001 Gondolatokból épült katedrális (tsz. Kiss László és Lacza Tihamér)
- 2002 Magyar atomocska
- 2002 Lajtától keletre
- 2003 Magyar nagyasszonyok (tsz. Vojtek Katalin)
- 2005 Dobozba zárt múzsa
- 2006 Pandóra szelencéje
- 2007 A labdarúgás 75 éve Tejfalun
- 2011 A nemzet virágai
- 2012 Jó mulatság, férfimunka
- 2013 Zsinórpadlás (tsz. Kiss László, Lacza Tihamér)
- 2017 Tejfalu írásban és képben.